# Alexa Loo
Alexa Loo (ur. 6 października 1972 w Vancouver) – kanadyjska snowboardzistka. Jej najlepszym wynikiem olimpijskim jest 12. miejsce w gigancie równoległym na igrzyskach w Vancouver. Na mistrzostwach świata najlepszy wynik uzyskała na mistrzostwach w Kangwŏn, gdzie zajęła 8. miejsce w slalomie równoległym. Najlepsze wyniki w Pucharze Świata osiągnęła w sezonie 2002/2003, kiedy to zajęła 20. miejsce w klasyfikacji generalnej.
Uzyskała dyplom z ekonomii na Uniwersytecie Kolumbii Brytyjskiej. 

## Osiągnięcia

### Igrzyska olimpijskie
| Miejsce | Dzień     | Rok  | Miejscowość | Konkurencja       | Zwycięzca           |
| ------- | --------- | ---- | ----------- | ----------------- | ------------------- |
| 20.     | 23 lutego | 2006 | Turyn       | Gigant równoległy | Daniela Meuli       |
| 12.     | 26 lutego | 2010 | Vancouver   | Gigant równoległy | Nicolien Sauerbreij |

### Mistrzostwa świata
| Miejsce | Dzień       | Rok  | Miejscowość          | Konkurencja       | Zwycięzca                 |
| ------- | ----------- | ---- | -------------------- | ----------------- | ------------------------- |
| 46.     | 12 stycznia | 1999 | Berchtesgaden        | Gigant            | Margherita Parini         |
| 33.     | 14 stycznia | 1999 | Berchtesgaden        | Gigant równoległy | Isabelle Blanc            |
| 31.     | 15 stycznia | 1999 | Berchtesgaden        | Slalom równoległy | Marion Posch              |
| 26.     | 23 stycznia | 2001 | Madonna di Campiglio | Gigant            | Karine Ruby               |
| 44.     | 24 stycznia | 2001 | Madonna di Campiglio | Gigant równoległy | Ursula Bruhin             |
| 42.     | 26 stycznia | 2001 | Madonna di Campiglio | Slalom równoległy | Karine Ruby               |
| 13.     | 13 stycznia | 2003 | Kreischberg          | Gigant równoległy | Ursula Bruhin             |
| 34.     | 15 stycznia | 2003 | Kreischberg          | Slalom równoległy | Isabelle Blanc            |
| 20.     | 18 stycznia | 2005 | Whistler             | Gigant równoległy | Manuela Riegler           |
| 34.     | 19 stycznia | 2005 | Whistler             | Slalom równoległy | Daniela Meuli             |
| 30.     | 16 stycznia | 2007 | Arosa                | Gigant równoległy | Jekatierina Tudiegieszewa |
| 31.     | 17 stycznia | 2007 | Arosa                | Slalom równoległy | Heidi Neururer            |
| 12.     | 20 stycznia | 2009 | Kangwŏn              | Gigant równoległy | Marion Kreiner            |
| 8.      | 21 stycznia | 2009 | Kangwŏn              | Slalom równoległy | Fränzi Mägert-Kohli       |

### Puchar Świata

#### Miejsca w klasyfikacji generalnej
- sezon 1995/1996: 46.
- sezon 1996/1997: 127.
- sezon 1997/1998: 127.
- sezon 1998/1999: 65.
- sezon 1999/2000: 84.
- sezon 2000/2001: -
- sezon 2001/2002: 27.
- sezon 2002/2003: 20.
- sezon 2003/2004: -
- sezon 2004/2005: -
- sezon 2005/2006: 37.
- sezon 2006/2007: 49.
- sezon 2007/2008: 46.
- sezon 2008/2009: 35.
- sezon 2009/2010: 33.

#### Miejsca na podium
1. Sunday River – 26 lutego 2009 (Gigant równoległy) - 3. miejsce
2. Kronplatz – 15 stycznia 2006 (Gigant równoległy) - 3. miejsce
3. Kreischberg – 6 stycznia 2010 (Gigant równoległy) - 2. miejsce